# Habenaria pallideviridis
Habenaria pallideviridis là một loài thực vật có hoa trong họ Lan. Loài này được Seidenf. ex K.M.Matthew mô tả khoa học đầu tiên năm 1993.